# Figueroa at Wilshire
Figueroa at Wilshire, antiguamente, Sanwa Bank Plaza, es un rascacielos de 53 plantas y 219 m (719 pies) de altura situado en Los Ángeles, California, Estados Unidos. Es uno de los edificios más alto de Los Ángeles. Fue diseñado por Albert C. Martin & Associates, y promovido por Hines Interests Limited Partnership. Ganó el Premio Rose al "Nuevo Edificio de Oficinas Excepcional" en 1991. La torre fue construida entre 1988 y 1990 en el emplazamiento de la antigua Catedral Episcopal de San Pablo.

## Principales ocupantes
- Milbank, Tweed, Hadley & McCloy
- Buchalter, Nemer, Fields & Younger
- Sonnenschein, Nath & Rosenthal
- Morgan Stanley
- Cushman & Wakefield